# Xanthomantis mantispoides
Xanthomantis mantispoides är en bönsyrseart som beskrevs av Morgan Hebard 1920. Xanthomantis mantispoides ingår i släktet Xanthomantis och familjen Iridopterygidae. Inga underarter finns listade i Catalogue of Life.